# Louis Gressier
Louis Auguste Gressier (ur. 12 maja 1897 w Boulogne-sur-Mer, zm. 14 stycznia 1959 tamże) – francuski wioślarz, srebrny medalista olimpijski.
Wystąpił na igrzyskach olimpijskich w Paryżu w 1924, gdzie Francuzi w składzie: Eugène Constant, Louis Gressier, Georges Lecointe, Raymond Talleux i Marcel Lepan (sternik) zdobyli srebrny medal w czwórkach ze sternikiem. W finale Francuzi o 3,2 sekundy przegrali ze Szwajcarii. Był to jego jedyny start olimpijski.